# Josée, la tigre e i pesci (film)
 Josée, la tigre e i pesci (ジョゼと虎と魚たち, Joze to Tora to Sakanatachi) è un film d'animazione giapponese del 2020, diretto da Kotaro Tamura. Si tratta di una trasposizione anime dell'omonimo racconto (1984) di Seiko Tanabe.

## Trama
Osaka, anni 2010. Josée, una giovane disabile di 24 anni, non sa nulla del mondo esterno che, secondo sua nonna che la sta crescendo, sarebbe troppo pericoloso per lei. In un incidente con la carrozzina, durante una passeggiata notturna, si ritrova gettata tra le braccia del giovane Tsuneo. Di conseguenza, il ragazzo si ritrova assunto per assisterla. Josée, sognatrice, vuole scoprire cose che fino ad allora poteva solo sognare, mentre Tsuneo, giovane compiuto che sa cosa vuole fare, lavora per realizzare il suo sogno e andare a studiare in Messico. Josée ha però un talento innato per la pittura. I due si spingeranno in avanti l'un altro, evolvendosi...

## Colonna sonora
- Shinkai (E ve) - canzone inserto
- Take Me Far Away (Evan Call) - cantata da Ai Ichikawa
- Ao no Waltz (E ve) - tema finale

## Distribuzione
La première mondiale del film si è svolta il 30 ottobre 2020 presso il Busan International Film Festival, in Corea del Sud. Quella nazionale giapponese ha avuto luogo il 7 novembre 2020 presso il Tokyo International Film Festival. L'uscita nelle sale giapponesi è stata il 25 dicembre 2020.
Il 14 giugno 2021 il film ha aperto in selezione ufficiale la quarantacinquesima edizione del Festival International du Film d'Animation d'Annecy.
In Italia, il film ha avuto una distribuzione limitata a tre giorni: 27, 28 e 29 settembre 2021. #SoloAlCinema è stato l'hashtag di accompagnamento promozionale (per sottolineare la voluta centralità della sala cinematografica, minata dalle restrizioni sanitarie che avevano invece particolarmente favorito il video on demand).